# La Revancha
La Revancha va ser una publicació periòdica apareguda a Reus el 4 de setembre de l'any 1893 d'ideologia anarquista. Portava per subtítol Periódico comunista anárquico.
A la capçalera portava dues petites frases: «Vive de la Solidaridad» i «Saldrá cuando pueda». No indicava el preu de venda i s'acollia a la voluntat del que lector en volgués pagar. La periodicitat era irregular. Només se'n coneixen tres números, i el tercer es va publicar el 4 d'octubre del mateix any 1893.
Va ser una publicació doctrinal en un moment en què l'anarquisme a Reus va tenir una certa pujança. El va impulsar Joan Montseny, i va ser el primer periòdic obrerista reusenc que es va identificar plenament amb l'anarquisme.
Hi escrivien, a més de Joan Montseny, Joan Colom i A. Barceló. Reproduïa articles de Kropotkin i de l'escriptor francès Tristan Bernard i donava informació sobre les activitats locals i comarcals dels sectors anarquistes, i dels mítings que celebraven. Van dedicar una part important del número 2 al procés contra Paulí Pallàs, que va ser detingut i acusat per l'intent d'assassinat al comandant general (governador militar) de Catalunya, el general Arsenio Martínez Campos, durant una desfilada militar, el 24 de setembre. Va ser executat per un escamot d'afusellament el 6 d'octubre de 1893. Parla també de la agrupació anarquista local anomenada Centre d'Amics.
La redacció era al carrer de sant Benet núm. 14, tenia quatre pàgines i l'imprimia Celestí Ferrando. Els exemplars coneguts es conserven a la Biblioteca Central Xavier Amorós de Reus.